# Joseph E. Yahuda
Joseph Ezekiel Yahuda era abogado, autor independiente y profesor de lingüística de hebreo. Nació en Jerusalén en 29 de julio de 1900. Era el hijo de Isaac Benjamin Ezekiel Yahuda, investigador y lingüista. En 1982, publicó un libro titulado  Hebreo es Griego, Griego es Hebreo, en el cual propuso la teoría de que los idiomas hebreo y árabe provienen del griego. Expuso que virtualmente todas las palabras hebreas y árabes se podrían "derivar" del griego. Murió en 1995 en Westcott, Surrey, Inglaterra.
Los ejemplos de la etimología que él propuso son los siguientes: .
- Israel < Is-ra-el < εις ('de gran alcance') + ρα ('rey') + ηλ ('sol')
- Cain < Ka-en < Κα ην < Γα ην < Γήινος ('de la tierra').

## Trabajos publicados
- http://www.archive.org/details/Hebrew.is.Greek
- Joseph E. Yahuda, Hebrew is Greek, Greek is Hebrew. Oxford: Becket Publications, (1982) 686 pages. ISBN 0-7289-0013-0
- Joseph E. Yahuda, Law and Life According to Hebrew Thought. New Series, Vol. 26, n.º 3 (January 1936), pp. 283-292.
- Joseph E. Yahuda, This democracy. Sir I. Pitman & Sons, Ltd. (1937) 146 pages.
- Joseph E. Yahuda, An original interpretation of masonry. Masonic Record Ltd. (1952) 11 pages.

- Datos: Q9013411